# Acción y reacción (canción)
«Acción y reacción» es el único sencillo de la cantante y actriz mexicana Thalía, extraído de su álbum recopilatorio Greatest Hits.

## Información
La canción, escrita por Julio Reyes y Estéfano y producida por este último, había sido grabada para el álbum Thalía (2002) pero no fue incluida en él. Sin embargo, poco después del lanzamiento del álbum se filtró y fue del agrado de los fanes. Por lo tanto, dos años después Thalía decidió volver a grabar la canción para incluirla como tema inédito en su recopilatorio Greatest Hits (2004), y finalmente fue lanzada como único sencillo promocional.
Esta canción habla de la relación de Thalía y Tommy Mottola y de cómo han congeniado a pesar de ser tan distintos.

## Remixes
1- «Acción y Reacción» (Álbum Versión)
2- «Acción y Reacción» (Demo Versión)
3- «Acción y Reacción» (Regional Versión)
4- «Acción y Reacción» (Bayahíbe Bachateando ￼Spanish Versión) Feat.TDK
5- «Acción y Reacción» (Bayahíbe Bachateando ￼English Versión) Feat.Bangah
6- «Acción y Reacción» (Dance Radio Edit Versión)
7-  «Acción y Reacción» (Dance Extended Versión)
8- «Acción y Reacción» (Dance Dub Versión)

## Video musical
La música del vídeo contiene imágenes de Thalía en su «Alto Voltaje Tour» en Estados Unidos y México. Combina las imágenes de sus actuaciones con las de sus fanes cantando en las colas para entrar al concierto. 
El video fue lanzado oficialmente por el programa de televisión estadounidense Primer Impacto.
- Datos: Q481727